# Isaac Morley
Isaac Morley (11 de marzo de 1786-24 de junio de 1865) fue uno de los primeros miembros del Movimiento de los Santos de los Últimos Días, contemporáneo de Joseph Smith y Brigham Young. Él fue uno de los primeros Smith converso a la Iglesia de Cristo de Smith. Morley estuvo presente en muchos de los primeros acontecimientos del Movimiento de los Santos de los Últimos Días, y ha desempeñado como líder de la iglesia en Ohio, Misuri y Utah.
Morley nació el 11 de marzo de 1786 en Montague, Massachusetts, uno de los nueve hijos de Thomas E. Morley y Editha Marsh. Sirvió en la guerra de 1812 desde 1812 hasta 1815, y más tarde ocupó el cargo de capitán de la milicia de Ohio. 
En junio de 1812, se casó con Lucy Gunn en Massachusetts. La pareja tuvo siete hijos. Algunos años después de convertirse en miembro de la iglesia SUD en 1830, ejerció el matrimonio plural, tomando a Leonora Snow (la hermana mayor de Lorenzo y Eliza R. Snow) y Hannah Blakesley (también conocida como Blaixly o Blakeslee) como su segunda y tercera esposa en 1844 en Nauvoo, Illinois. Blakesley le dio otros tres hijos. Otras esposas incluyeron a Hannah Knight Libby y a Harriet Lucinda Cox, casados en 1846 en Nauvoo, Hannah Sibley y Nancy Anne Bache (también conocida como Back).

## La prueba de Isaac Morley
Si las experiencias de Ezra Booth durante el viaje a Misuri le llevaron a apartarse de la Iglesia, las experiencias de Isaac Morley le hicieron acercarse más a ella. Durante el viaje, Morley compartió, evidentemente, y al menos en cierta medida, el cinismo de Ezra Booth. Una revelación recibida el 11 de septiembre (Doctrina y Convenios 64) reprendió tanto a Booth como a Morley: “Condenaron por malo aquello en que no había mal”. Si Morley tuvo alguna duda durante su misión, esas dudas no duraron mucho tiempo. A diferencia de Ezra Booth, Isaac Morley dejó de criticar y cambió su forma de ver las cosas. La revelación continúa con la voz del Señor: “He perdonado a mi siervo Isaac”.
Pero el Señor reservaba otros sacrificios para Isaac Morley. Se le pidió que renunciara a sus extensas propiedades en Kirtland y regresara a Misuri con su familia. En una revelación recibida poco después del regreso de José Smith a Kirtland (Doctrina y Convenios 63), el Señor mandó al cuñado de Morley, Titus Billings, que “dispusiera” de la granja de Morley. En la revelación recibida el 11 de septiembre, el Señor explicó que había ordenado la venta de la granja “para que mi siervo Isaac Morley no sea tentado más de lo que pueda resistir”.
Isaac y Lucy Morley se sacrificaron de buena gana. En octubre de 1831, Titus Billing vendió una gran parte de la granja de los Morley. Morley se llevó a su familia de regreso a Independence, tal como se le había mandado, y se puso a trabajar de nuevo para establecer los cimientos de la ciudad del templo. Después de haber superado sus dudas, sirvió como obispo y patriarca. Falleció en Utah en 1865.

La Granja Morley
Cuando José y Emma Smith llegaron a Kirtland, Ohio, se quedaron con la familia de Newel K. Whitney durante algunas semanas. Mientras estaba allí, el profeta José recibió una revelación en la que se le instruyó que “debería hacer construir una casa en la que vivir y trasladar”.
Esto requirió que José y Emma se mudaran a la granja cercana de Isaac Morley. Morley permitió y ayudó a construir esa casa en su granja. José y Emma vivieron allí durante unos seis meses.
Se produjeron acontecimientos importantes mientras se alojaban en la granja de Morley. Quizás se recibieron hasta 13 secciones de Doctrina y Convenios mientras José vivía allí; una conferencia de los primeros miembros de La Iglesia de Jesucristo de los Santos de los Últimos Días se llevó a cabo en la granja del 3 al 6 de junio de 1831; José reanudó su traducción de la Biblia mientras vivía allí; y una escuela de troncos en la propiedad fue el lugar de importantes reuniones y encuentros.
•Varios santos tuvieron experiencias espirituales notables allí. Emma dio a luz gemelos que murieron en cuestión de horas. Unos días después, Emma y Joseph adoptaron a los bebés gemelos Murdock cuya madre, Julia, había fallecido el día de su nacimiento. Esos gemelos se llamaron Joseph y Julia. El pequeño José murió menos de un año después, cuando el profeta José fue embreado y emplumado en Hiram, Ohio. Julia vivió hasta la edad adulta. Falleció cerca de Nauvoo, Illinois, en 1880.
•La granja de Morley también se convirtió en un lugar de reunión no oficial para muchos nuevos conversos que se mudaron a Kirtland para estar cerca de la iglesia.
•La casa que se ve en estas imágenes está situada en lo que una vez fue parte de la granja Morely, pero es posterior al período Santo de los Últimos Días de la historia de Kirtland. Actualmente, es propiedad de la Iglesia SUD y se utiliza como vivienda para parejas de misioneros.